# 티벳에서의 7년 (영화)
《티벳에서의 7년》(영어: Seven Years In Tibet)는 1997년에 개봉한 원작 소설 영화화한 드라마 영화이다.

## 줄거리
1939년, 오스트리아의 등반가 하인리히 하러는 만삭의 아내를 뒤로하고 피터 아우프슈나이터와 함께 인도 (현재는 파키스탄의 일부)의 낭가파르바트산 등정에 도전한다. 1939년 제2차 세계 대전이 발발하자, 그들은 적성 외국인이라는 이유로 영국 당국에 체포되어 현재 인도 우타라칸드주에 위치한 히말라야산맥 기슭의 데라둔에 있는 포로 수용소에 수감된다. 하러의 아내 잉그리드는 그가 보지 못한 아들을 낳고, 당시 나치 독일에 안슐루스된 오스트리아에서 이혼 서류를 보낸다.
1944년, 하러와 아우프슈나이터는 감옥을 탈출하여 티베트로 넘어간다. 처음에는 고립된 국가에서 거부당했지만, 변장하여 티베트의 수도인 청관구 (라싸시)에 도착한다. 그들은 티베트 외교관 쿵고 짜롱의 집 손님이 된다. 티베트 고위 관료 응아왕 직메 역시 두 외국인에게 맞춤 제작된 서양식 양복을 선물하며 우정을 나눈다.
아우프슈나이터는 재단사 페마 라키와 사랑에 빠져 결혼한다. 하러는 독신으로 남기로 결정하는데, 이는 새로 맡은 측량 작업에 집중하고 또 다른 실패한 관계를 경험하지 않기 위함이었다. 이는 친구들에게 실망과 낙담을 안겨준다.
1945년, 하러는 전쟁이 끝났다는 소식을 듣고 오스트리아로 돌아갈 계획을 세우지만, 아들 롤프가 자신은 그의 아버지가 아니라고 차가운 편지를 보내자 티베트를 떠나지 않기로 한다. 얼마 후 하러는 포탈라궁에 초대되어 제14대 달라이 라마의 세계 지리, 과학, 서양 문화 교사가 된다. 그들은 결국 친구가 된다.
한편, 중국의 새로운 공산주의 정부가 패배하여 대만으로 퇴각한 이전 중앙 정부를 대신해 티베트를 장악하려는 계획을 세우면서 중국과의 정치적 관계는 악화된다. 응아왕 직메는 창두시의 국경 마을에서 티베트군을 이끌고 진격하는 중국 인민해방군을 막으려 한다. 그러나 그는 일방적인 창두 전투 후 항복하고 티베트 탄약고를 폭파시킨다.
조약 서명 중 쿵고 짜롱은 하러에게 직메가 무기 공급을 파괴하지 않았다면 티베트 게릴라들이 몇 달, 심지어 몇 년 동안 산길을 지킬 수 있었을 것이며, 다른 나라들에게 도움을 요청할 충분한 시간이었을 것이라고 말한다. 그는 또한 티베트인들에게 항복은 사형과 같다고 말한다.
중국이 티베트를 점령하자, 하러는 응아왕 직메가 조국을 배신했다고 비난하며 그와의 우정이 끝났음을 선언한다. 혐오감과 경멸감에 그는 응아왕 직메가 선물로 준 재킷을 돌려주며 그를 더욱 모욕한다. 이는 티베트 문화에서 심각한 모욕이며, 그를 땅에 내팽개친 후 성난 채 떠난다.
하러는 달라이 라마에게 도피를 설득하려 하지만, 달라이 라마는 위험에도 불구하고 자신의 백성을 버리고 싶지 않다며 거부한다. 그러나 그는 하러에게 오스트리아로 돌아가 아들의 아버지가 되라고 권한다. 달라이 라마가 티베트의 영적, 세속적 지도자로 공식적으로 즉위하는 대관식 후, 하러는 친구들에게 작별 인사를 하고 1951년 오스트리아로 돌아간다.
하러의 아내와 새 남편은 하러가 너무 달라진 모습에 거의 알아보지 못한다. 하러의 아들 롤프는 처음에는 그를 만나기를 쓰라리게 거부하지만, 하러는 달라이 라마가 준 오르골을 남겨두고 이것이 소년의 흥미를 끈다. 몇 년 후, 하러와 (이제는 십대인) 롤프는 함께 등산하는 모습이 보이는데, 이는 그들의 관계가 회복되었음을 시사한다.

## 한국판 성우진(KBS)
- 김승준 - 하인리히 하러(브래드 피트)
- 이재용 - 페터 아우프 쉬나이테르(데이비드 튤리스)
- 소연 - 쿤둔(잠양 잠초 왕축) / 하인리히의 아내(잉게보르가 답쿠나이테)
- 안경진 - 페마 라키(라크파 삼초) / 쿤둔의 어머니(제선 페마) / 라디오 방송
- 이봉준 - 섭정관(대니 덴종파)
- 이호인 - 쿤고(이와마츠 마코) / 영국군 장교(던컨 프레이저)
- 석원희 - 하인라히의 친구(제라도 이버트)
- 이병용 - 중국 대사관(황자강)
- 장민혁 - 나왕(BD 웡)
- 김목용 - 산악 대원(볼프강 토닝거)
- 조규준 - 티벳 총독(체링 왕디)
- 임정길 - 중국 장군(영화용)
- 한복현 - 산악 대원(톰 라우다슐)